# Seder

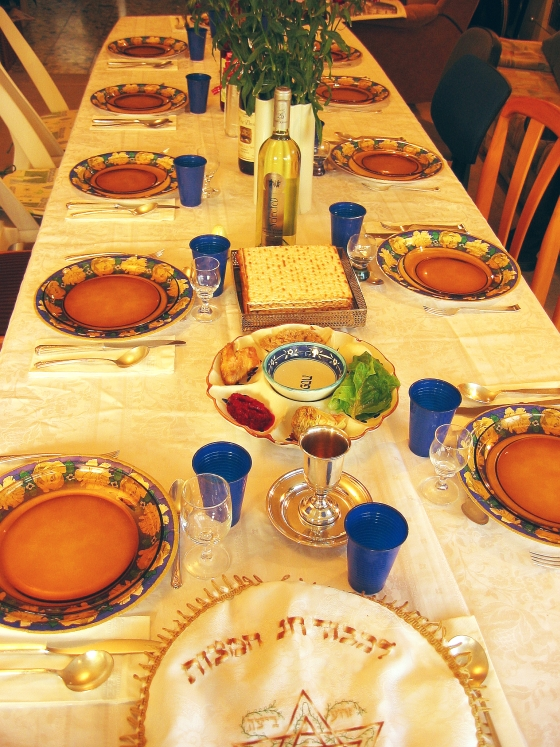
Stół nakryty do sederu

Seder (hebr. ‏סדר‎) – w judaizmie pierwszy wieczór święta Paschy; w diasporze pierwsze dwa wieczory są zwane Wieczorem sederowym. Spożywa się wtedy tradycyjną wieczerzę, w której przeważnie uczestniczy bliższa i dalsza rodzina z dziadkami, ciotkami, wujami i kuzynami, a także zaproszeni goście. Posiłek ten wzorowany jest na urządzanych przez zgromadzenia rodzinne w Świątyni Jerozolimskiej dla spożycia ofiarnego baranka paschalnego.
Zwyczaj sederu praktykują Żydzi o bardzo różnym stopniu zaangażowania religijnego, choć część z nich towarzyszące mu rytuały sprowadziła do minimum, traktując tę okazję jako pretekst do spotkań rodzinnych.

## Zwyczaje
W czasie uczty sederowej czyta się Hagadę na Pesach – tekst o wyjściu Izraelitów z Egiptu. Towarzyszy temu wiele innych rytuałów.
Podczas uczty każdy wychyla cztery puchary wina dla upamiętnienia zapisanych w Księdze Wyjścia (6:6-7) czterech sposobów określenia wybawienia, przy czym pierwszy puchar wypija się w czasie świątecznego Kiduszu. Siedzący przy stole mężczyźni są lekko pochyleni w lewą stronę, co jest starożytnym znakiem człowieka wolnego. Jedno z obecnych dzieci zadaje specjalne, dotyczące tego wieczoru pytanie, na które odpowiada głowa rodziny. Biesiadnicy odmawiają śpiewne psalmy Halelu, jest też w zwyczaju spożywanie warzyw zanurzonych w słonej wodzie, niewielkiej ilości macy oraz gorzkich ziół, chrzanu lub sałaty.
Stół nakryty jest w określony sposób, a wśród różnych rytualnych dań sederowych znajduje się pieczony udziec z kością – symbol ofiary paschalnej – i jajko, oznaczające świąteczną ofiarę. Jednak żadnej z tych dwóch potraw nie spożywa się tego wieczoru.
Na zakończenie uczty, przed odczytaniem końcowego fragmentu Hagady, spożywa się ostatni kawałek macy, tak zwany afikoman. To greckie słowo oznacza spożywany po posiłku deser, połączony z zabawą. Jednak w rzeczywistości po zjedzeniu macy nie ma żadnego deseru, więc nazwa ta przylgnęła tylko do tego kawałka macy. Afikoman odkłada się na bok na początku uczty, a ponieważ należy go zjeść przed północą, w niektórych gminach panuje zwyczaj, że dzieci próbują go „ukraść”. W zamian za jego zwrot żądają od prowadzącego seder okupu w postaci jakiegoś prezentu.
Wokół tych rytuałów narosło wiele innych zwyczajów, jak napełnianie winem pucharu dla proroka Eliasza, otwieranie drzwi wejściowych i zapraszanie go do środka czy też ulewanie wina z kielichów uczestników wieczerzy podczas wspominania każdej z dziesięciu plag egipskich, co ma oznaczać udział w niewątpliwie koniecznych cierpieniach Egipcjan. Mężczyźni zakładają również białe kitle lub ubierają się w strój Izraelitów zbierających się do opuszczenia Egiptu.